# 兩宮聽政
兩宮聽政（1861年—1881年），是指在清朝後期的同治帝及光绪帝時，東太后慈安、西太后慈禧一起垂簾聽政的情況。咸豐帝駕崩時，遺命由顧命八大臣輔政。但慈安、慈禧，連同恭親王奕訢等人，發動祺祥之變，將八大臣或殺或貶，由两宫太后訓政，並將祺祥年號廢除，次年改元同治，此情況一直延續到光緒初年慈安過世，由慈禧獨掌大權。

## 概述
咸豐帝因英法聯軍，率領妻小、臣工逃至熱河承德避暑山莊，卻心力交瘁，咸豐辛酉年（1861年）七月，咸豐帝一病不起而駕崩，遺命由怡親王載垣、鄭親王端華、戶部尚書肅順（端華之弟）、額駙景壽、兵部尚書穆蔭、吏部左侍郎匡源、禮部右侍郎杜翰、太僕寺少卿焦祐瀛八人为「贊襄政務大臣」，俗稱顧命八大臣，輔導年幼的獨子載淳登基執政，八大臣當中肅順鋒頭最健。但是八大臣與載淳的生母西太后慈禧嚴重不和，慈禧於是與咸豐帝正室東太后慈安合作，並要御史董元醇奏請由兩宮皇太后垂簾聽政。但遭遇肅順嚴厲的反對。於是慈禧、慈安也聯合了恭親王奕訢、醇親王奕譞、蒙古親王僧格林沁、軍機大臣文祥、大學士賈楨、兵部侍郎勝保等人合謀奪權。慈禧命肅順護送咸豐帝靈柩由熱河行走，自己先到北京，卻是到北京召見奕訢等人，安排政變，肅順尚未入都，朝廷即下令拘捕了顧命八大臣，载垣、端华被賜死，肃顺被棄市，其餘被貶，廢除八大臣原擬年號「祺祥」，改為「同治」，史稱「祺祥之變」或「辛酉之變」。

## 机制

### 兩宮太后聽政時期
議政王大臣、軍機大臣等討論內外奏章，進呈兩宮太后閱覽，由議政王大臣擬旨，翌日，議政王大臣將草稿進呈，由兩太后審閱之後，分別蓋上由御賜之「御賞」及「同道堂」小璽作為標識 ，然後以同治帝及光緒帝的旨意頒布天下。由於日常事務慈安並不感興趣，不太關心，所以往往由慈禧獨攬；但遇上重大朝政事務，慈禧仍會去徵求慈安的意見。慈安拥有高于慈禧的政治地位和决策权。

### 同治帝親政時期
同治帝親政後，議政王大臣、軍機大臣等討論內外奏章，進呈同治帝閱覽，由議政王大臣擬旨，翌日，議政王大臣將草稿進呈，由同治帝審閱之後，朱筆批示處理，並蓋上皇帝御璽頒布天下。但遇上重大朝政事務，同治帝仍會去徵求兩宮太后的意見。

### 慈禧太后聽政時期
慈安太后病逝後，在光緒帝尚未親政前，聽政大權由慈禧獨攬。軍機大臣等討論內外奏章，進呈慈禧太后閱覽，由軍機大臣擬旨，翌日，軍機大臣將草稿進呈，由慈禧太后審閱之後，蓋上咸豐帝賜「同道堂」小璽作為標識，然後以光緒帝的旨意頒布天下。

### 光緒帝親政時期
光緒帝親政後，軍機大臣等討論內外奏章，進呈光緒帝閱覽，由軍機大臣擬旨，翌日，軍機大臣將草稿進呈，由光緒帝審閱之後，朱筆批示處理，並蓋上皇帝御璽頒布天下。但遇上重大朝政事務，光緒帝仍會去徵求慈禧太后的意見。與同治帝親政時期不同的是，遇上官員任命權時，必需由慈禧太后定奪。

### 慈禧太后訓政時期
戊戌變法後，慈禧太后宣布訓政，軍機大臣等討論內外奏章，進呈慈禧太后閱覽，由軍機大臣擬旨，翌日，軍機大臣將草稿進呈，由慈禧太后審閱之後，再呈交光緒帝朱筆批示處理，並蓋上「皇帝御璽」頒布天下。訓政時期與慈禧太后聽政時期不同的是，由慈禧太后審閱聖旨草稿之後，不再蓋上咸豐帝賜的「同道堂」小璽頒布天下，而是將聖旨草稿呈交光緒帝朱筆批示，並蓋上皇帝御璽頒布。

## 文字註解
1. ↑  或稱暗喻「兩太后偕同皇帝治理天下」之意，因「同治」年號在滿文稱之「Yooningga Dasan」 ，「Yooningga」意為「共同」， 「Dasan」意為「政治」，直接翻譯成漢文看似「共同而治」，故有稱同治年號是代表「兩宮太后共同而治」，此言可能有誤。因兩宮聽政是一時之計，不可能成為皇帝的年號。實際上清兵入關後早已漢化，「同治」應該是出自於《書經．蔡仲之命》：「為善不同，同歸於治；為惡不同，同歸於亂」。
2. ↑  咸豐帝赐给慈安太后。
3. ↑  咸豐帝赐给同治帝，但由慈禧太后監護。